# Triplophysa tibetana
Triplophysa tibetana es una especie de peces de la familia Balitoridae en el orden de los Cypriniformes.

## Morfología
• Los machos pueden llegar alcanzar los 13,3 cm de longitud total.

## Distribución geográfica
Se encuentra en el río Brahmaputra (Tíbet ).

## Hábitat
Es un pez de agua dulce.